# 伊巴德派
伊巴德派（阿拉伯语：إباضية）是伊斯兰教仅次于逊尼派和什叶派的第三大教派，接近於遜尼派，现主要分布于以阿曼为代表的多个国家。
伊巴德派源於7世紀中期第一次伊斯蘭內戰中分裂出的哈瓦利吉派，他們與遜尼派主要差異為是否重視四大正统哈里发。相較於什葉派看重先知穆罕默德的血统，伊巴德派注重领袖品格，特別尊崇頭两任哈里发巴克爾、歐瑪爾，並表示他們的在位時期是伊斯兰最理想的时代。伊巴德派認為後繼的哈里发在虔誠程度和个人私德上，皆不具备穆斯林领袖的资格。

## 历史
穆斯林世界第三任哈里发奥斯曼统治时期任人唯亲。来自阿曼的伊拉克教士贾比尔·本·宰德多有不满，此宰德并非五伊玛目派尊崇的阿里的曾孙宰德·本·阿里。他主张穆斯林应一律平等，非古莱氏人也可以担任要职等等，在倭马亚王朝初期，反对穆阿维叶的哈里发世袭制度，被伊拉克总督哈查只流放到了阿曼。
载德在阿曼时有个弟子叫阿巴迪，后来成了阿曼的穆斯林社团领袖，因此被他们反对的倭马亚王朝称这个社团为“伊巴迪亚”或者“伊巴德”。在阿曼实行伊斯兰教长国的制度，一直持续到19世纪末。

## 教义
伊巴德教派接近于逊尼派，但还是有明显的区别。比如两派都主张哈里发须经协商选举产生，但逊尼派坚持哈里发必须出身古莱氏族，而伊巴德派则认为任何穆斯林只要具备能力并能维持公正的，都有被选为领袖的权利。

## 分布
该教派是阿曼赛义德王朝的国教，也在桑给巴尔、以及阿尔及利亚、突尼斯和利比亚的部分地区存在。

伊斯兰教派各国分布
逊尼派
什叶派
伊巴德派